# Manfred Repolust
Manfred Repolust (* 10. Dezember 1972 in Gamlitz) ist ein österreichischer Politiker der Freiheitlichen Partei Österreichs (FPÖ). Seit dem 18. Dezember 2024 ist er Mitglied des österreichischen Bundesrates.

## Leben

### Ausbildung und Beruf
Manfred Repolust machte nach Abschluss der Pflichtschule eine Ausbildung zum Bautischler und war danach einige Jahre, teils auch als Bauleiter, in diesem Beruf tätig. Von 2006 bis 2019 war er Vertriebsmitarbeiter in unterschiedlichen Unternehmen, danach machte er sich selbständig und führt heute ein Unternehmen für den Vertrieb von Dämmstoffen und Abdichtungen.

### Politik
Repolust ist seit 2014 Mitglied des Gemeinderates von Gamlitz sowie Ortsparteiobmann der FPÖ, einige Jahre davon amtierte er auch als Vizebürgermeister der Gemeinde. Er war von 2020 bis 2022 kurzfristig Bezirksparteiobmann der FPÖ Leibnitz, seitdem ist er Stellvertretender Bezirksparteiobmann.
Er wurde vom Steiermärkischen Landtag am 18. Dezember 2024 in den Bundesrat entsandt.